# Telesto (maan)
Telesto is een maan van Saturnus ontdekt door Smith, Reitsema, Larson en Fountain op 8 april 1980 door observatie vanaf de Aarde.  De maan lijkt een glad, ijzig oppervlak te hebben. Het heeft niet de intense kraters die te zien zijn op veel van de andere manen van Saturnus. Telesto deelt dezelfde baan als Tethys, en bevindt zich in het leidende Lagrangepunt (L4). De maan Calypso bevindt zich in het achtervolgende Lagrangepunt.

## Naam
De maan is vernoemd naar de Telesto, een oceanide uit de Griekse mythologie. Andere namen voor deze maan zijn  S/1980 S 13, Saturnus XIII en Tethys B vanwege de gedeelde baan met Tethys.